# Råsmon
Råsmon is een plaats in de gemeente Sollefteå in het landschap Ångermanland en de provincie Västernorrlands län in Zweden. De plaats heeft 64 inwoners (2005) en een oppervlakte van 27 hectare.